# ليوناردو مينه بولو
ليوناردو مينه بولو (بالإسبانية: Leonardo Mina Polo)‏ (5 يناير 1977 ببوينافينتورا في كولومبيا - ) هو لاعب كرة قدم كولومبي في مركز الهجوم. شارك مع منتخب كولومبيا لكرة القدم. أما مع النوادي، فقد لعب مع أتلتيكو جونيور وأتلتيكو ناسيونال وأليانزا ليما وأمريكا دي كالي وديبورتيس كوينديو وديبورتيفو كالي ونادي أتليتيكو كولون ونادي أوكاس وCortuluá ‏ وديبورتيس توليما وTigres F.C. ‏ ونادي أياكوتشو وCobresol ‏ وكوكوتا ديبورتيفو ‏ وأتليتيكو بوكارامانغا.

## وصلات خارجية
- ليوناردو مينه بولو على موقع قاعدة بيانات كرة القدم.إي يو (الإنجليزية)